# Sherlock Holmes (film, 1916)
Pour plus de détails, voir Fiche technique et Distribution.

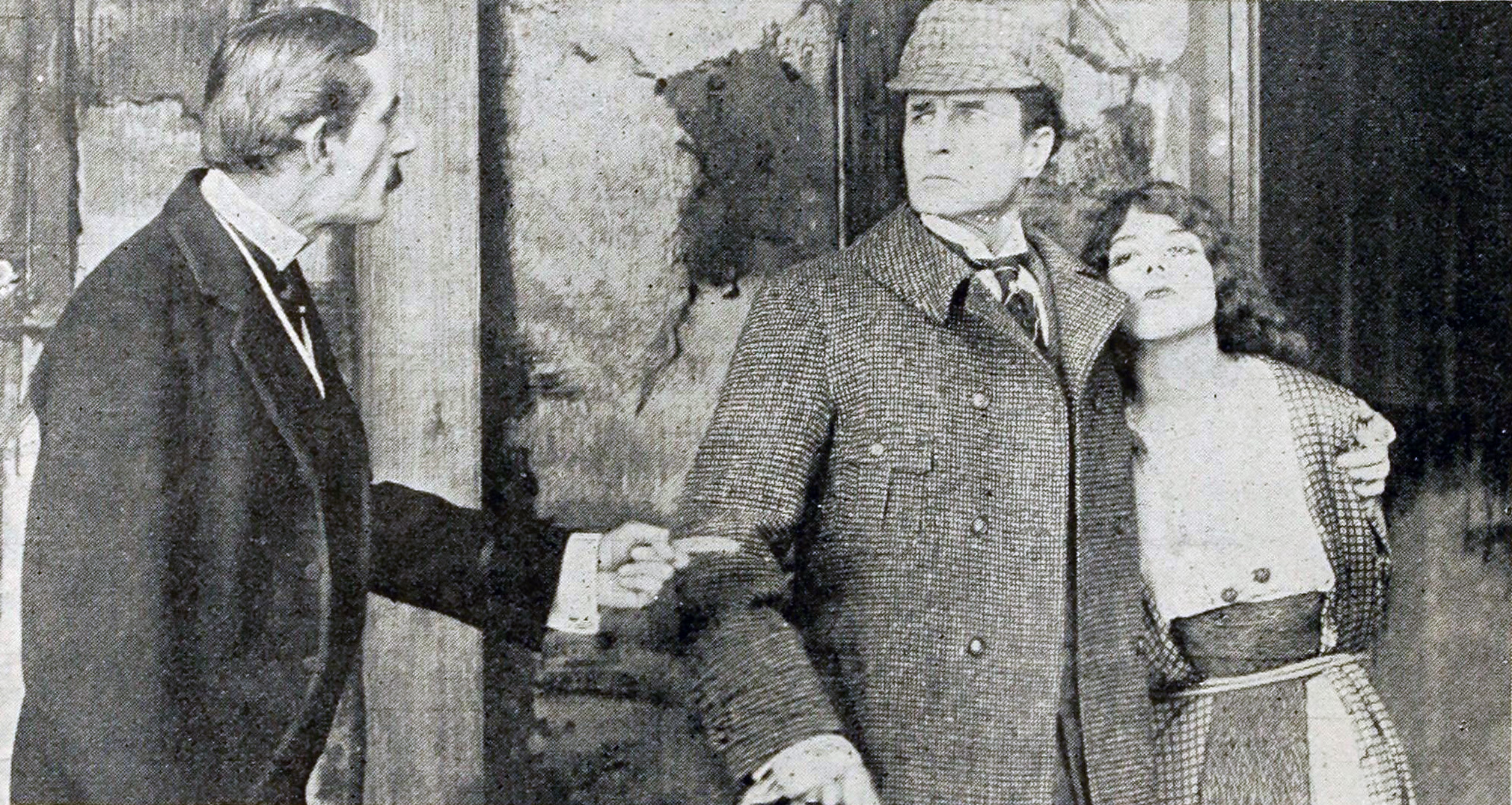
Photo de plateau

Sherlock Holmes est un film américain muet d'Arthur Berthelet, sorti en 1916. Il s'agit d'une adaptation de la pièce de théâtre éponyme écrite en 1899 par William Gillette. Dans ce film, William Gillette joue lui-même le rôle-titre de l'aventure qu'il a écrite quelques années plus tôt.
Considéré comme perdu pendant des décennies, le film a été retrouvé en 2014 dans les collections de la Cinémathèque française. Il s'agit d'un contretype nitrate dont la Cinémathèque française et le San Francisco Silent Film Festival ont entrepris la restauration en vue de la première européenne du film lors du festival Toute la mémoire du monde en janvier 2015, la première américaine étant prévue pour mai 2015.

## Fiche technique
- Titre original : Sherlock Holmes
- Réalisation : Arthur Berthelet,
- Scénario : H.S. Sheldon, d'après la pièce Sherlock Holmes de William Gillette et d'après les personnages créés par Arthur Conan Doyle
- Société de production : The Essanay Film Manufacturing Company
- Société de distribution : V-L-S-E, Incorporated
- Pays de production : États-Unis
- Format : Noir et blanc - 35 mm - 1,37:1 - Muet
- Genre : Policier
- Durée : 7 bobines
- Date de sortie :
  - États-Unis : 15 mai 1916

## Distribution
- William Gillette : Sherlock Holmes
- Majorie Kay : Alice Faulkner
- Ernest Maupain : Professeur Moriarty
- Edward Fielding : Docteur Watson
- Stewart Robbins : Benjamin Forman
- Hugh Thompson : Sir Edward Leighton
- Ludwig Kreiss : Baron von Stalburg
- Mario Majeroni : James Larrabee
- William Postance : Sidney Prince
- Chester Beery : Craigin
- Frank Hamilton : Tim Leary
- Fred Malatesta : « Lightfoot » McTague
- Grace Reals : Madge Larrabee
- Leona Ball : Therese
- Burford Hampden : Billy
- Marion Skinner : une suffragette